# شاهر النهاري
شاهر النهاري كاتب وطبيب سعودي، من مواليد أبها، يكتب باستمرار في عدد من الصحف السعودية أبرزها صحيفة الرياض، وصحيفة مكة، وصحيفة الجزيرة. كما صدرت له العديد من المؤلفات من بينها رواية (شلالات الشهوة)، وكتاب (حنادي ونقوش من عبق أبها القديمة).

## التعليم
- بكالوريوس باطنة وجراحة من جامعة الإسكندرية بين سنة 1975م و1981م.
- ماجستير في طب الأسرة والمجتمع من جامعة الملك سعود.
- تخصص في الطب العسكري الميداني من معهد نايومي بولاية فلوريدا.[8]

## العمل
مدير المشاريع الطبية في مدينة الملك فهد الطبية من عام 2007م إلى عام 2017م.

## إصدارات
- ديوان (مداوي الجروح).
- رواية (بوح ونواح: في حكاية ضادية) صدرت عن دار مدارك عام 2010م.[9]
- رواية (شلالات الشهوة) صدرت عن دار مدارك عام 2011م.[10]
- (حنادي ونقوش من عبق أبها القديمة) مجموعة قصصية صدرت عن نادي أبها الأدبي عام 2012م.[11]

- رواية (عبر يعبر فهو عويبر). صدرت عن دار ذات السلاسل عام 2016م.[12]
- رواية (مجتمع كانكن) صدرت عن دار ذات السلاسل عام 2016م.[13]
- (الحراطين).
- (شذرات التذوق الفني).
- رواية (تهريج وزغاريد) صدرت عن دار تكوين.[14]